# Moselle (Missouri)
Moselle és una comunitat no incorporada al comtat de Franklin, Missouri, Estats Units. És a unes cinc milles al nord-est de St. Clair. Moselle començar el 1849 quan al lloc s'hi construí un alt forn. La comunitat probablement rebé el nom de Moselle, França on hi havia una activitat de mineria i foneria del ferro. El 1860 s'hi obrí ir una oficina de correus anomenada Moselle que funcionà fins al 1971. El Moselle Iron Furnace Stack fou inclòs al Registre Nacional de Llocs Històrics el 1969.